# Constance Chan
Constance Chan, es una cantante hongkonesa . Es hija de Eason Chan y Hello Tsui . Debutó en 2025 con el sencillo en inglés "Doll".

### Primeros años
En 2004, Constance Chan nació en el Hospital Queen Mary de Hong Kong.  Su nombre en inglés, Constance, se lo dio Xu Haoying, y su nombre chino, "康堤", se lo dio el amigo de sus padres, el letrista Huang Weiwen .  Eason Chan lanzó el álbum " U87 " al año siguiente, que incluía la canción "Big Girl" como regalo para su hija recién nacida.  Como estudiante, Constance Chan asistió a la Escuela Primaria Diocesana para Niñas y a la Escuela Diocesana para Niñas, donde participó en el coro y el equipo de balonmano. 
Desde su infancia, Constance ha aparecido ocasionalmente en las obras musicales de su padre Eason. En 2006, Eason lanzó el EP " Life Continues... ", que usó como portada una foto que le tomó a Chan Kon-ti e incluyó la canción "Growing Up Too Fast", escrita para su hija. La risa y la voz de Constance se entremezclan en la canción. En 2011, en el álbum " ? ", Constance tocó el acompañamiento de piano para la canción "Baby Song" y protagonizó el video musical. En 2023 también participo en el coro de la canción " Blind Marriage ".
En mayo de 2025, Chan se unió a Warner Music Hong Kong. El 23 de junio, se anunció que su primer sencillo en inglés, "Doll", el cual se lanzo el 26 del mismo mes.
1. ↑  «黃偉文幫BB改名陳康堤 徐濠縈乖女聽住Eason唱歌出世 | 蘋果日報•聞庫». 聞庫. 15 de octubre de 2004. Consultado el 13 de julio de 2025.
2. ↑  «【當年今周】與陳奕迅英國遊發現有喜 徐濠縈懷孕五月兩度發生意外». 明周. 16 de mayo de 2022. Consultado el 20 de mayo de 2025.
3. ↑  «K歌之王陈奕迅“沉默”一年后推出首张大碟». 信息时报. 7 de junio de 2005. Consultado el 20 de mayo de 2025 – vía 新浪网.
4. ↑  «最強星二代！陳奕迅20歲正妹女兒將出道　唱片公司將投入頂級資源». 壹蘋新聞網. 20 de mayo de 2025. Consultado el 20 de mayo de 2025.
5. ↑  «陳奕迅囡囡18歲！康堤就讀女拔 為手球校隊精英 多次代表學校參賽». 香港01. 5 de octubre de 2022. Consultado el 20 de mayo de 2025.
6. ↑  «陳奕迅出輯　7歲女兒當MV女主角». ETtoday新聞雲. 11 de noviembre de 2011. Consultado el 20 de mayo de 2025.
7. ↑   https://www.881903.com/highlight/2481941. Falta el |título= (ayuda)
8. ↑  «陳奕迅20歲愛女陳康堤出道做歌手　簽華納唱片成今年力捧女新人». 香港01. 20 de mayo de 2025. Consultado el 20 de mayo de 2025.
9. ↑  «“最强星二代”陈康堤出道！爸妈反应大不同». 联合早报. 23 de junio de 2025. Consultado el 23 de junio de 2025.

## Enlaces
- Constance Chan en Instagramhttps://www.youtube.com/@constancec04